# Kyathaganahalli, Pavagada
Kyathaganahalli là một làng thuộc tehsil Pavagada, huyện Tumkur, bang Karnataka, Ấn Độ.